# Isabel Golden
Pour les articles homonymes, voir Golden.
Isabel Golden, nom de scène d'Annette Isabel Goldberg (née le 1er août 1963 à Berlin) est une actrice pornographique allemande.

## Biographie
Annette Goldberg, apprentie coiffeuse, se fait photographier pour la première fois à Hambourg en 1988 pour des magazines pornographiques. Après avoir publié son autobiographie sexuelle Das erotische Tagebuch einer Dreißigjährigen dans le magazine Happy Weekend, puis dans le magazine Sexy et enfin sous forme de livre, la femme, qui pratique l'échangisme, bisexuelle, est découverte et réalise son premier film porno en 1989. Au total, elle est actrice dans plus de 60 productions hardcore jusqu'en 2002. De 2002 à 2008, elle apparaît comme présentatrice avec son mari dans la série de films Magma Swingt, pour laquelle elle visite des clubs échangistes et mène des interviews, même si elle n'est pas elle-même sexuellement active.
Elle apparaît dans la série de films porno Happy Video Privat de Harry S. Morgan de Viedeorama en 1989, 1990 et 1995 et tourne d'autres films avec Morgan jusqu'en 1999. De 1994 à 2004, elle est apparue à plusieurs reprises dans l'émission érotique Wa(h)re Liebe. Elle participe ensuite à des productions pornographiques en tant que maquilleuse, notamment pour Die megageile Küken-Farm. À partir de 2006, elle travaille comme pigiste pour le magazine Praline. Parfois, elle dirige un site Web pornographique.
Isabel Golden est mariée à l'ancien contremaître Klaus Goldberg, qu'elle rencontra dix ans avant sa carrière dans l'industrie pour adultes. En 2000, elle fonde avec son mari la société de production Golden Productions. De 2001 à 2006, Klaus Goldberg réalise lui-même des films, parfois avec sa femme comme actrice principale.

## Récompense
- Venus Award 2002 : Prix de la meilleure actrice allemande[4].